# Russi Taylor

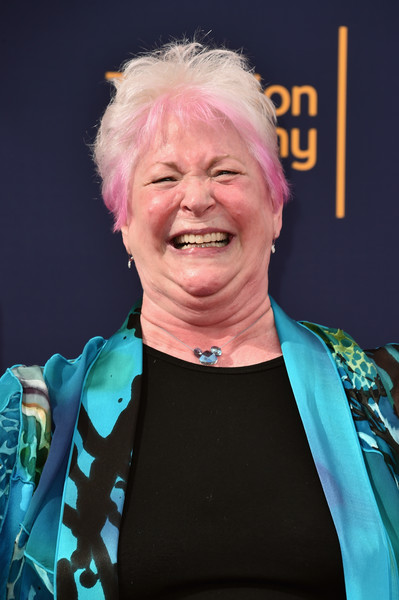
Russi Taylor (2018)

Russi Taylor (* 4. Mai 1944 in Cambridge, Massachusetts; † 26. Juli 2019 in Glendale, Kalifornien) war eine US-amerikanische Synchronsprecherin.

## Leben
Seit 1980 war Taylor in mehr als 100 Sprechrollen in Film und Fernsehen zu hören. Unter anderem lieh sie Tick, Trick und Track sowie Nicki in der Zeichentrickserie DuckTales – Neues aus Entenhausen ihre Stimme. Weitere Serien, in denen sie zu hören ist, sind Die Schlümpfe, Käpt’n Balu und seine tollkühne Crew und Die Simpsons. Taylor war auch die Stimme von Minnie Maus und sprach in Cinderella – Wahre Liebe siegt die Rolle der Drizella.
Von 1991 bis zu dessen Tod am 18. Mai 2009 war sie mit Wayne Allwine, dem langjährigen Sprecher von Micky Maus, verheiratet. Taylor starb am 26. Juli 2019 im Alter von 75 Jahren.

## Filmografie (Auswahl)
- 1981: Die Schlümpfe (Smurfs)
- 1984–1989: Muppet Babies (Stimme für Gonzo)
- 1985: Die 13 Geister von Scooby-Doo (The 13 Ghosts of Scooby-Doo)
- 1986: Sport Goofy im Fußballfieber (Sport Goofy in Soccermania, Stimme für Tick, Trick und Track)
- 1987–1990: DuckTales – Neues aus Entenhausen (DuckTales, Stimme für verschiedene Rollen)
- 1990: Käpt’n Balu und seine tollkühne Crew (TaleSpin)
- 1990–2019: Die Simpsons (The Simpsons, Fernsehserie, Stimme für verschiedene Rollen)
- 1992–1993: Arielle, die Meerjungfrau (The Little Mermaid)
- 1994: Pom Poko (Stimme für Otama)
- 1999: Fantasia 2000 (Stimme für Daisy Duck)
- 2001–2002: Mickys Clubhaus (House of Mouse, Stimme für Minnie Maus)
- 2006–2016: Disney’s Micky Maus Wunderhaus (Mickey Mouse Clubhouse, Stimme für Minnie Maus)
- 2013–2019: Micky Maus (Mickey Mouse, Stimme für Minnie Maus)